# Glochidion carrickii
Glochidion carrickii är en emblikaväxtart som beskrevs av Airy Shaw. Glochidion carrickii ingår i släktet Glochidion och familjen emblikaväxter. IUCN kategoriserar arten globalt som sårbar. Inga underarter finns listade i Catalogue of Life.